# IWGP GLOBALヘビー級王座
IWGP GLOBALヘビー級王座（IWGPグローバルヘビーきゅうおうざ）は、新日本プロレスが管理・認定している王座。

## 概要
2023年12月11日、新日本プロレス事務所で行われた記者会見の中で、IWGP USヘビー級王座に代わる新王座として創設を発表。それに伴い、2024年1月4日に「ベルクpresents WRESTLE KINGDOM 18 in 東京ドーム」で行われる予定だったウィル・オスプレイ、ジョン・モクスリー、デビッド・フィンレーによるIWGP USヘビー級選手権3WAYマッチが、IWGP GLOBALヘビー級王座の初代王者決定3WAYマッチに変更された。
2024年1月4日、デビッド・フィンレーがウィル・オスプレイに勝利し初代王者となった。

## 歴代王者
| 歴代  | 王者                 | 戴冠回数 | 防衛回数 | 獲得日         | 獲得場所 備考（対戦相手）                                       |
| ----- | -------------------- | -------- | -------- | -------------- | --------------------------------------------------------------- |
| 初代  | デビッド・フィンレー | 1        | 0        | 2024年01月04日 | 東京ドーム 3WAYマッチ（ウィル・オスプレイ、ジョン・モクスリー） |
| 第2代 | ニック・ネメス       | 1        | 1        | 2024年02月23日 | 北海きたえーる                                                  |
| 第3代 | デビッド・フィンレー | 2        | 4        | 2024年05月04日 | 福岡国際センター                                                |
| 第4代 | 辻陽太               | 1        | 4        | 2025年01月04日 | 東京ドーム                                                      |
| 第5代 | ゲイブ・キッド       | 1        | 1        | 2025年06月15日 | 大阪城ホール                                                    |

## 主な記録
- 最多戴冠回数：2回
デビッド・フィンレー（初代・第3代）
- 最多連続防衛回数：4回
デビッド・フィンレー（第3代）
辻陽太（第4代）
- 最多通算防衛回数：4回
デビッド・フィンレー
辻陽太
- 最長保持期間：245日
デビッド・フィンレー（第3代）
- 最短保持期間：50日
デビッド・フィンレー（初代）
- 最年長戴冠記録：43歳6か月
ニック・ネメス（第2代）
- 最年少戴冠記録：28歳1か月
ゲイブ・キッド（第5代）
- デビュー最長戴冠記録：19年3か月
ニック・ネメス（第2代）
- デビュー最短戴冠記録：6年8か月
辻陽太（第4代）